# Neotyphodium aotearoae
Neotyphodium aotearoae är en svampart som beskrevs av C.D. Moon, C.O. Miles & Schardl 2002. Neotyphodium aotearoae ingår i släktet Neotyphodium och familjen Clavicipitaceae.   Inga underarter finns listade i Catalogue of Life.